# 信州新町
信州新町（日语：／ Shinshūshin machi */?）是位于長野縣上水内郡的一町，已於2010年併入長野市。

## 地理
- 犀川

## 行政
- 町長：中村靖（1994年5月5日就任 4任）